# Tên thế hệ
Tên thế hệ hạy Tự bối (字輩) là một loại tên gọi dùng cho phần tên đệm trong tên người Trung Quốc hay của người dân một số quốc gia Á Đông. Gọi là "tên thế hệ" là vì tất cả những thành viên trong cùng một thế hệ của gia tộc đó (ví dụ như anh chị em ruột hay anh chị em họ) đều sử dụng chung tên đệm này. Người phương Tây không có kiểu tên thế hệ như vậy.

## Ban thứ liên
Việc đặt tên thế hệ được quy định bởi một bài thơ gọi là "ban thứ liên" (班次聯, banci lian) hay "phái tự ca" (派字歌, paizi ge); mỗi gia tộc có một bài thơ riêng. Một bài thơ như vậy có thể dài từ 12 chữ đến hàng trăm chữ. Các chữ kế tiếp nhau sẽ trở thành tên thế hệ cho các thế hệ kế tiếp nhau. Sau khi chữ cuối cùng của bài thơ được dùng làm tên thế hệ thì bài thơ thường được mở rộng thêm, hoặc đôi khi việc đặt tên sẽ bắt đầu lại từ chữ cái đầu tiên.
Một ban thứ liên/phái tự ca thường được các thành viên vai vế lớn nhất trong gia đình soạn ra khi một dòng họ mới được hình thành thông qua việc di cư hay thông qua việc thay đổi vị trí xã hội. Vì vậy những gia đình nào dùng chung một bài thơ thì được cho là có cùng một tổ tiên và cùng một quê quán.
Tên thế hệ có thể là chữ cái thứ hai trong phần tên gọi đứng sau chữ cái biểu thị họ. Thông thường thì vị trí của tên thế hệ không thay đổi từ thế hệ này sang thế hệ khác trong cùng một dòng họ. Tuy nhiên cũng có những trường hợp ngoại lệ, nhất là trong các tên gọi của người Triều Tiên. Đồng thời đối với một số dòng họ thì các thành viên trong gia tộc dùng chung một bộ thủ trong các phần tên không phải là tên thế hệ.
Một ví dụ nổi bật là bài thơ của dòng họ Khổng và dòng họ Mạnh, hậu duệ của Khổng Tử và Mạnh Tử. Vua Minh Thái Tổ nhằm bày tỏ lòng kính trọng với Khổng Tử và Mạnh Tử đã đặt ra hai bài thơ về tên thế hệ nhằm vinh danh họ. Hai bài thơ ấy được bổ sung thêm dưới sự cho phép của vua Minh Tư Tông, vua Thanh Mục Tông và Bộ trưởng Bộ Nội vụ của Chính phủ Bắc Dương. Một ví dụ nổi bật khác là bài Đế hệ thi do vua Minh Mạng sáng tác ra.
Ngoài ra, trong một số trường hợp người Trung Hoa lấy các chữ trong một từ ghép để đặt tên cho con. Ví dụ như các tên Vương Kiện (王健) và Vương Khang (王康) lấy từ chữ "kiện khang" (健康) nghĩa là "khỏe mạnh". Một số ví dụ khác là tên của con gái có thể là Chu Mỹ (周美) và Chu Lệ (周丽) lấy từ chữ "mỹ lệ" (美丽).

## Pháp danh
Trong trường hợp này, tên đệm có thể là một dấu hiệu tôn giáo. Vì vậy, trong một bài thơ Phật giáo thời Tống và Nguyên nó có thể là 道, 智, 圆, 普, 觉, 善. Những tên này biểu thị cho một nhóm tôn giáo với vị trí xã hội gần giống như một gia tộc. Chữ Diệu 妙 thường được dùng trong tên của phụ nữ, lấy từ tên của Quan Âm Diệu Thiện (妙善).
Đồng thời, việc xuất gia tu hành đồng nghĩa với việc dứt bỏ mối liên hệ với gia tộc, thể hiện bằng việc dùng pháp danh Thích 释, chữ cái đầu tiên của tên Thích Ca Mâu Ni (释迦牟尼).